# Chimaera bahamaensis
Chimaera bahamaensis is een kraakbenige vissensoort uit de familie van de kortneusdraakvissen (Chimaeridae). De wetenschappelijke naam van de soort is voor het eerst geldig gepubliceerd in 2010 door Kemper, Ebert, Didier & Compagno.